# Vlag van Doornik
De vlag van Doornik is op onbekende datum bij raadsbesluit vastgesteld als de vlag van de gemeente Doornik in de Belgische provincie Henegouwen. De vlag kan als volgt worden beschreven:
Twee even lange banen van rood en van wit.
De vlag toont de traditionele kleuren van de stad.